# پیشبر
پیشبر، روستایی است از توابع بخش مرکزی شهرستان زیرکوه در استان خراسان جنوبی ایران.

## معرفی
این منطقه با همین نام از گذشته‌های دور جزئی از دهستان زهان بوده و پس از تشکیل بخش زیرکوه شهرستان قاینات و انتزاع دهستان زهان از این بخش، منطقه پیشبر به دهستان و بخش زیرکوه ملحق شد. در حال حاضر، این منطقه، شامل ۱۱ روستای دارای سکنه شامل روستاهای پیشبر‍، فخرآباد پیشبر، بقال، علی‌آباد پیشبر، خوش آباد پیشبر، برسنان، بزن آباد پیشبر، جیم آباد، پیچکان، مناوند و کازگان در بخش مرکزی شهرستان زیرکوه واقع می‌باشد.

## جمعیت
بر پایه سرشماری عمومی نفوس و مسکن در سال 1395 جمعیت این روستا 374 نفر (در 126خانوار) بوده است.
البته منطقه پیشبر شامل ۱۱ روستای دارای سکنه با ۳۸۷ خانوار دارای جمعیت ۱۴۸۹ نفر بوده است. از این تعداد جمعیت ۷۳۴ نفر مرد و ۷۵۵ نفر را زنان تشکیل می‌دهند.

## موقعیت
فاصله مستقیم پیشبر از زهان ۱۶ کیلومتر و از حاجی‌آباد ۲۴ کیلومتر و از بیرجند ۹۰ کیلومتر و تا مرز افغانستان ۷۶ کیلومتر می‌باشد.

## بزرگان و علما
مزار نور متعلق است به نوادگان موسی ابن جعفر
و عارف معاصر مرحوم حقی

## قنات
از قنات‌های پیشبر می‌توان به قنات شایگ، قنات مشک آب، قنات کلاته مرتضی، قنات کلاته آذری، قنات کلاته مزار، و قنات بقالک،  اشاره کرد.

## شعر راجع به پیشبر از هوش مصنوعی
در مزارع خراسان جنوبی روستای پیشبر قرار دارد.
جایی که آلو و زرشک شکوفه می دهند، همه سایه های شاخ و برگ زرشکی،
خانه ای برای کودکان، مشتاق یادگیری و آرزوی رشد،
اشتیاق آنها برای دانش، مانند گل ها، شروع به درخشش می کند.
مزار نور، حرم مطهر، چراغ راه الهی،
که نگهدار روح فرزند عزیز امام کاظم هست
در روستای پیشبر می درخشد و دل ها و ذهن ها را روشن می کند.
مکانی مقدس، جایی که آرامش روح همیشه در آن است.
سالها پیش، مردی اینجا زندگی می کرد، بسیار مهربان و پر از لطف،
محمدجواد حقی، میراث او، ردی طلایی،
روحش زنده است و یادش در هوا طنین انداز می شود،
یادآور خوبی، عشق و مراقبت.
روستای پیشبر، گوهر شرق، پناهگاه زندگی،
محل شگفتی، زیبایی، صلح و دوستی،
جایی که آلو و زرشک شکوفه می دهند و دانش آموزان آنقدر درخشان می درخشند،
و پژواک گذشته هنوز در شب پر ستاره زمزمه می کند.

## سوغات
- آلو
- زعفران
- زرشک
- بادام
- خشکبار